# 阿道夫·尼尔森
阿道夫·尼尔森（挪威語：Adolf Nilsen，1895年3月3日—1983年10月），挪威男子赛艇运动员。他曾代表挪威参加1920年夏季奥林匹克运动会赛艇比赛，获得男子八人单桨有舵手铜牌。